# Hestfjørður
Hestfjørður är ett sund i Färöarna (Kungariket Danmark).   Det ligger i sýslan Streymoyar sýsla, i den centrala delen av landet, 8 km väster om huvudstaden Tórshavn.